# Granada (vino)
Granada es una denominación de origen protegida vinícola cuya zona de producción abarca la provincia de Granada (España). Dentro de la zona de producción de los vinos protegidos se distingue la subzona tradicionalmente designada «Contraviesa-Alpujarra», integrada por los terrenos ubicados en los términos municipales de Albondón, Albuñol, Almegíjar, Cádiar, Cástaras, Lobras, Murtas, Polopos, Rubite, Sorvilán, Torvizcón, Turón y Ugíjar.

## Variedades de uva
Con esta mención se amparan vinos blancos, rosados, tintos y espumosos elaborados con uvas de las siguientes variedades:
- Variedades de uva blanca: Vijiriego, Sauvignon Blanc, Chardonnay, Moscatel de Alejandría, Moscatel de grano menudo o morisca, Pedro Ximénez, Palomino, Baladí Verdejo y Torrontés.
- Variedades de uva tinta: Tempranillo, Garnacha Tinta, Cabernet Sauvignon, Cabernet Franc, Merlot, Syrah, Pinot Noir, Monastrell, Romé y Petit Verdot.
- Variedades de uva para espumoso: Vijiriego, Sauvignon Blanc, Chardonnay, Moscatel de Alejandría, Moscatel de grano menudo o morisca y Torrontés.

En la subzona Contraviesa-Alpujarra las variedades autorizadas son:
- Variedades de uva blanca: Vijiriego, Sauvignon Blanc, Chardonnay, Moscatel, Pedro Ximenez y Baladí Verdejo.
- Variedades de uva tinta: Tempranillo, Garnacha Tinta, Cabernet Sauvignon, Cabernet Franc, Merlot, Syrah, Pinot Noir, y Petit Verdot.
- Variedades de uva para espumoso: Vijiriego, Chardonnay y Pinot Noir.

## Tipos de vinos
Los tipos de los vinos protegidos por la mención «Denominación de Origen Protegida Granada» son blancos, rosados, tintos y espumosos, y vinos naturalmente dulce o de vendimia tardía, aplicable al vino de uva sobremadura elaborado sin aumento artificial de su graduación y con el alcohol procedente en su totalidad de la fermentación, con un grado alcohólico natural superior a 15% vol. y un grado alcohólico volumétrico adquirido no inferior a 13% vol.
- Blancos: color amarillo verdoso a amarillo pajizo. Limpio y brillante. Aromas francos, frutales típicos de la uva y específicos de cada variedad, agradables e intensos.
- Rosados: de color rosa pálido a rojo claro. Limpio y brillante. Aromas francos, frutado medio a intenso.
- Tintos: dolor rojo cereza brillante a rojo intenso. Limpio y brillante. Aromas francos, aromáticos, agradables e intensos, a veces recuerdan a las bayas rojas.